# Station Roosbeek (Boutersem)
Station Roosbeek is een voormalig spoorwegstation langs spoorlijn 36 (Brussel-Luik) in Roosbeek, een deelgemeente van de gemeente Boutersem.

## Aantal instappende reizigers
De grafiek en tabel geven het gemiddeld aantal instappende reizigers weer op een week-, zater- en zondag.
| Tabel: aantal instappende reizigers station Roosbeek | Tabel: aantal instappende reizigers station Roosbeek | Tabel: aantal instappende reizigers station Roosbeek | Tabel: aantal instappende reizigers station Roosbeek |
|                                                      | Weekdag                                              | Zaterdag                                             | Zondag                                               |
| ---------------------------------------------------- | ---------------------------------------------------- | ---------------------------------------------------- | ---------------------------------------------------- |
| 1977                                                 | 168                                                  | 16                                                   | 10                                                   |
| 1978                                                 | 171                                                  | 14                                                   | 10                                                   |
| 1979                                                 | 194                                                  | 16                                                   | 10                                                   |
| 1980                                                 | 170                                                  | 17                                                   | 9                                                    |
| 1981                                                 | 172                                                  | 15                                                   | 6                                                    |
| 1982                                                 | 168                                                  | 24                                                   | 16                                                   |
| 1983                                                 | 116                                                  | 12                                                   | 5                                                    |

0,0: Brussel-Noord ·
2,4: Schaarbeek ·
5,5: Haren-Zuid ·
7,0: Diegem ·
9,4: Zaventem ·
12,0: Nossegem ·
14,7: Kortenberg ·
16,1: Zavelstraat ·
17,8: Erps-Kwerps ·
19,2: Beisem ·
21,1: Veltem ·
24:0: Herent ·
28,8: Leuven ·
34,1: Korbeek-Lo ·
36,1: Lovenjoel ·
40,0: Vertrijk ·
42,0: Roosbeek ·
44,3: Kumtich ·
47,4: Tienen ·
53,8: Ezemaal ·
57,0: Neerwinden ·
60,7: Landen ·
64,0: Gingelom ·
69,0: Jeuk-Rosoux ·
71,5: Corswarem ·
74,5: Waremme ·
77,2: Bleret ·
79,8: Remicourt ·
83,2: Momalle ·
85,4: Fexhe-le-Haut-Clocher ·
87,8: Voroux-Goreux ·
89,9: Bierset-Awans ·
93,4: Ans ·
94,7: Montegnée ·
97,0: Liège-Haut-Pré ·
99,9: Luik-Guillemins